# Xã Golden, Michigan
Xã Golden (tiếng Anh: Golden Township) là một xã thuộc quận Oceana, tiểu bang Michigan, Hoa Kỳ. Năm 2010, dân số của xã này là 1.742 người.